# فورد ایکس‌بی فالکون

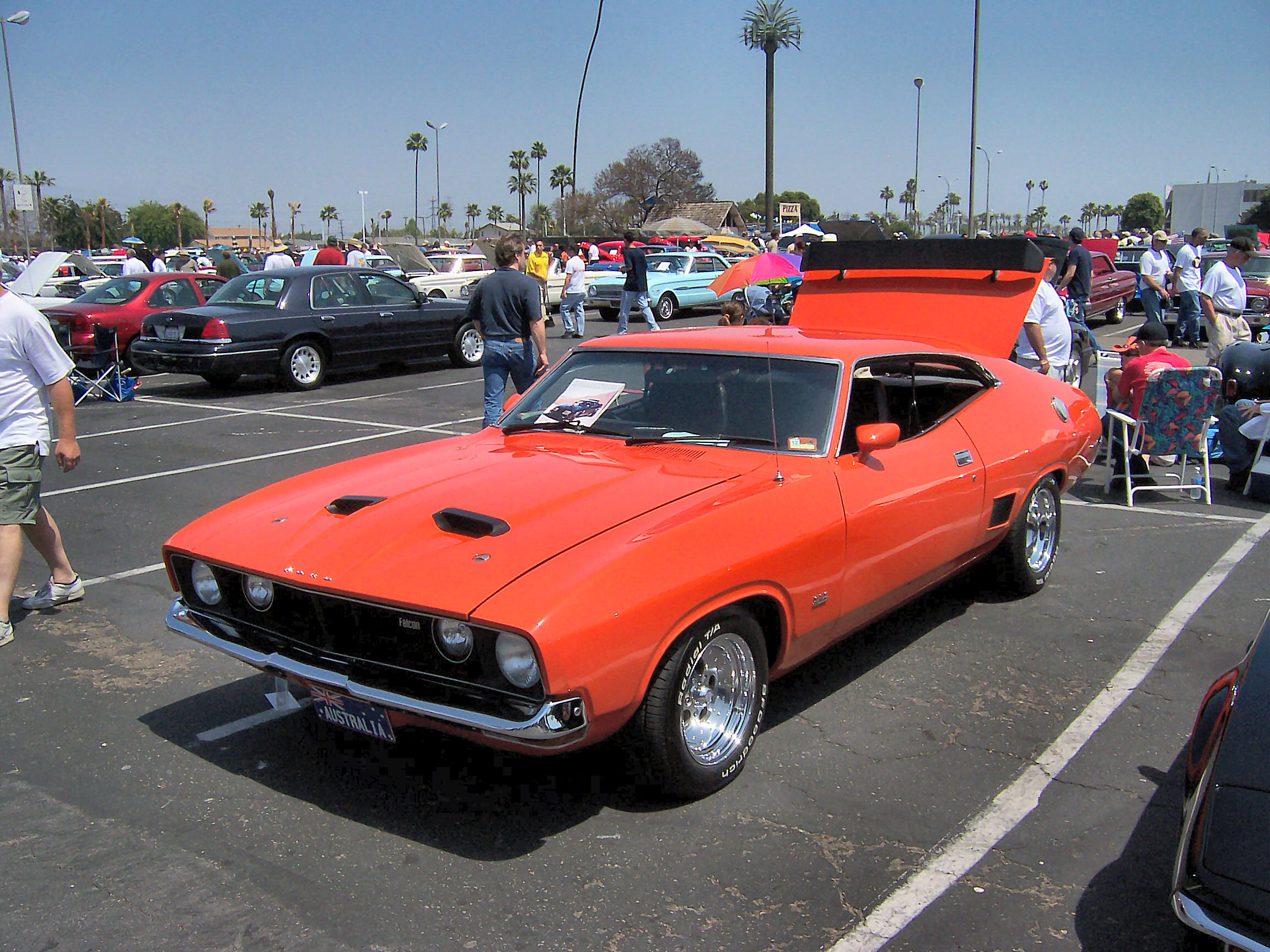

فورد ایکس‌بی فالکون (Ford XB Falcon) خودرویی است که در سال‌های September ۱۹۷۳ تا July ۱۹۷۶تولید شده‌است. سیستم جعبه‌دندهٔ آن به صورت دستی است.

## نگارخانه

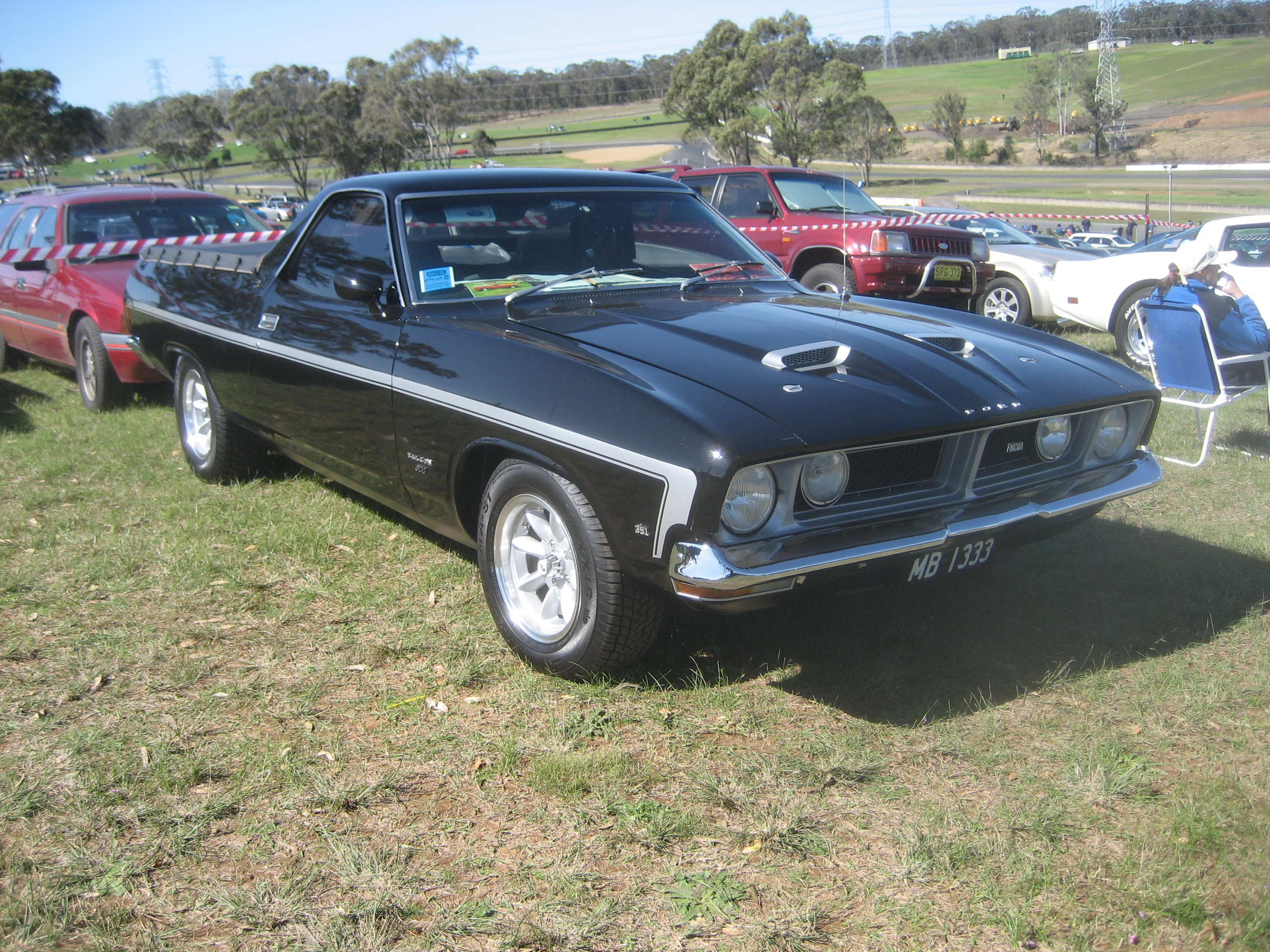
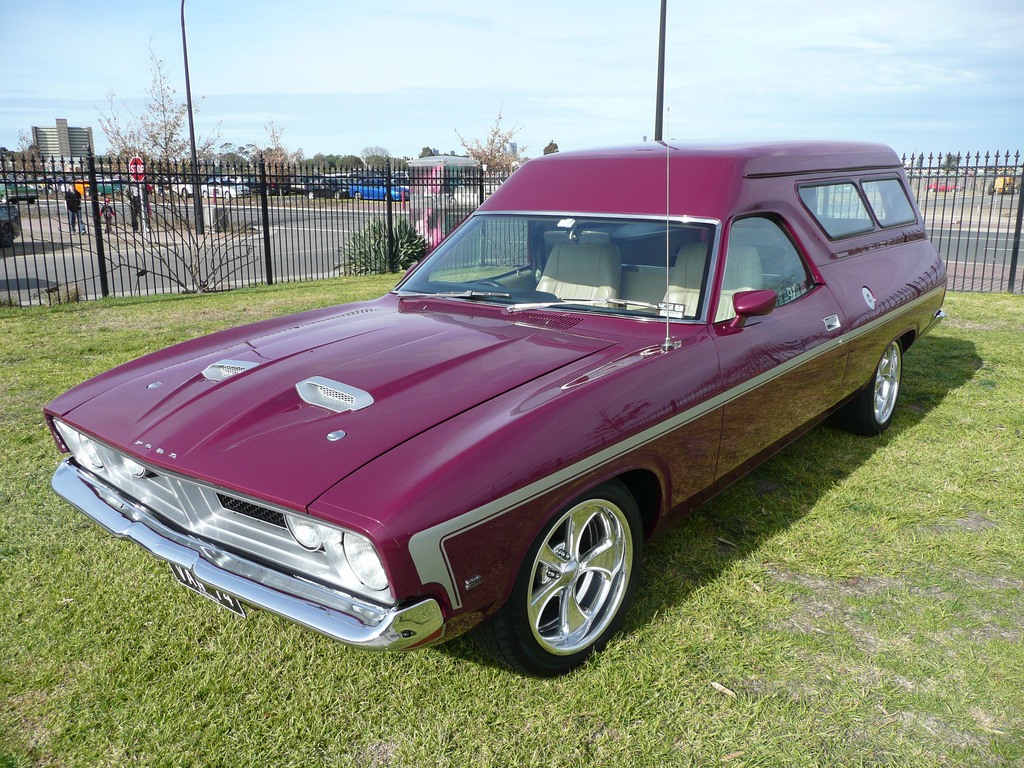
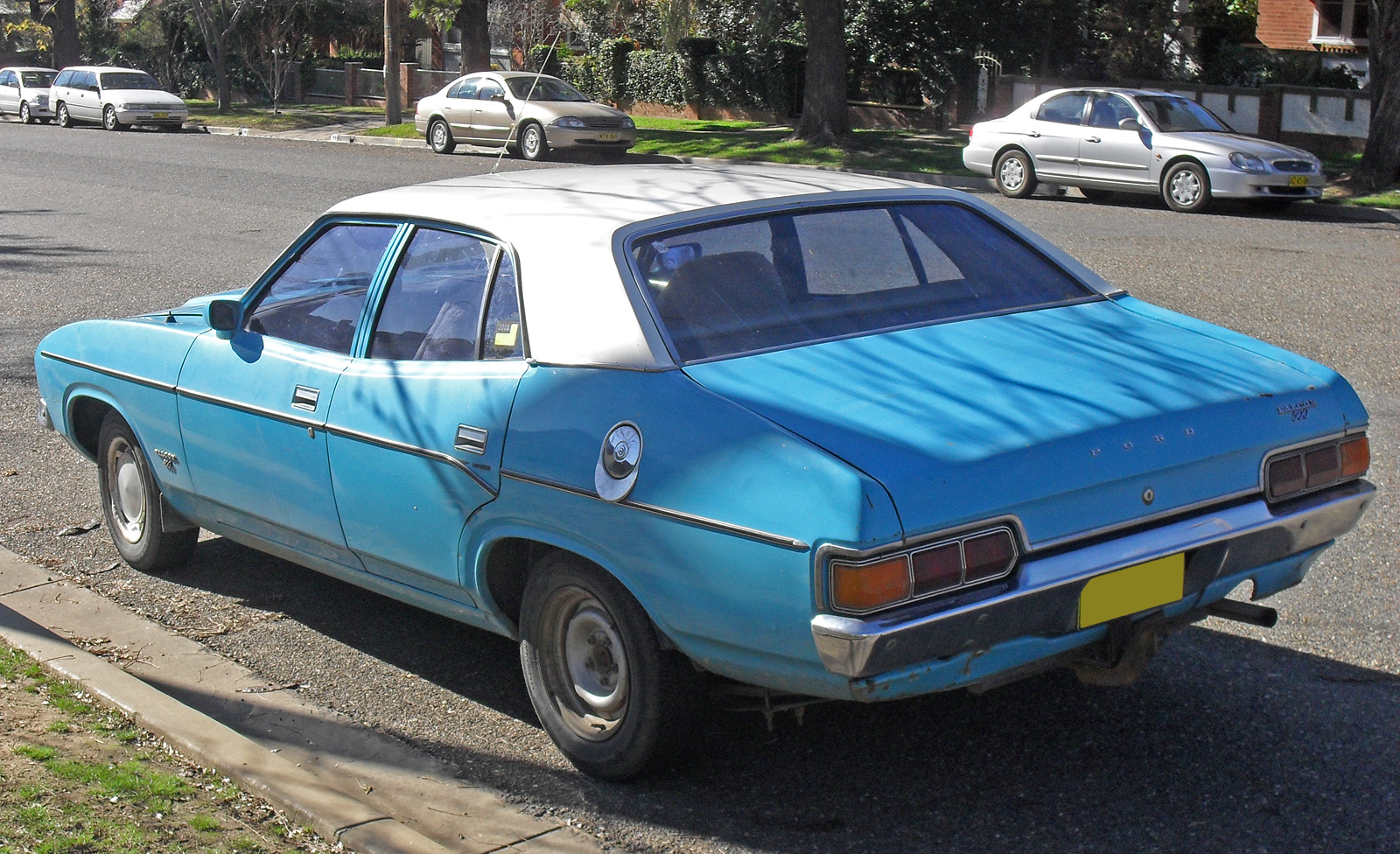
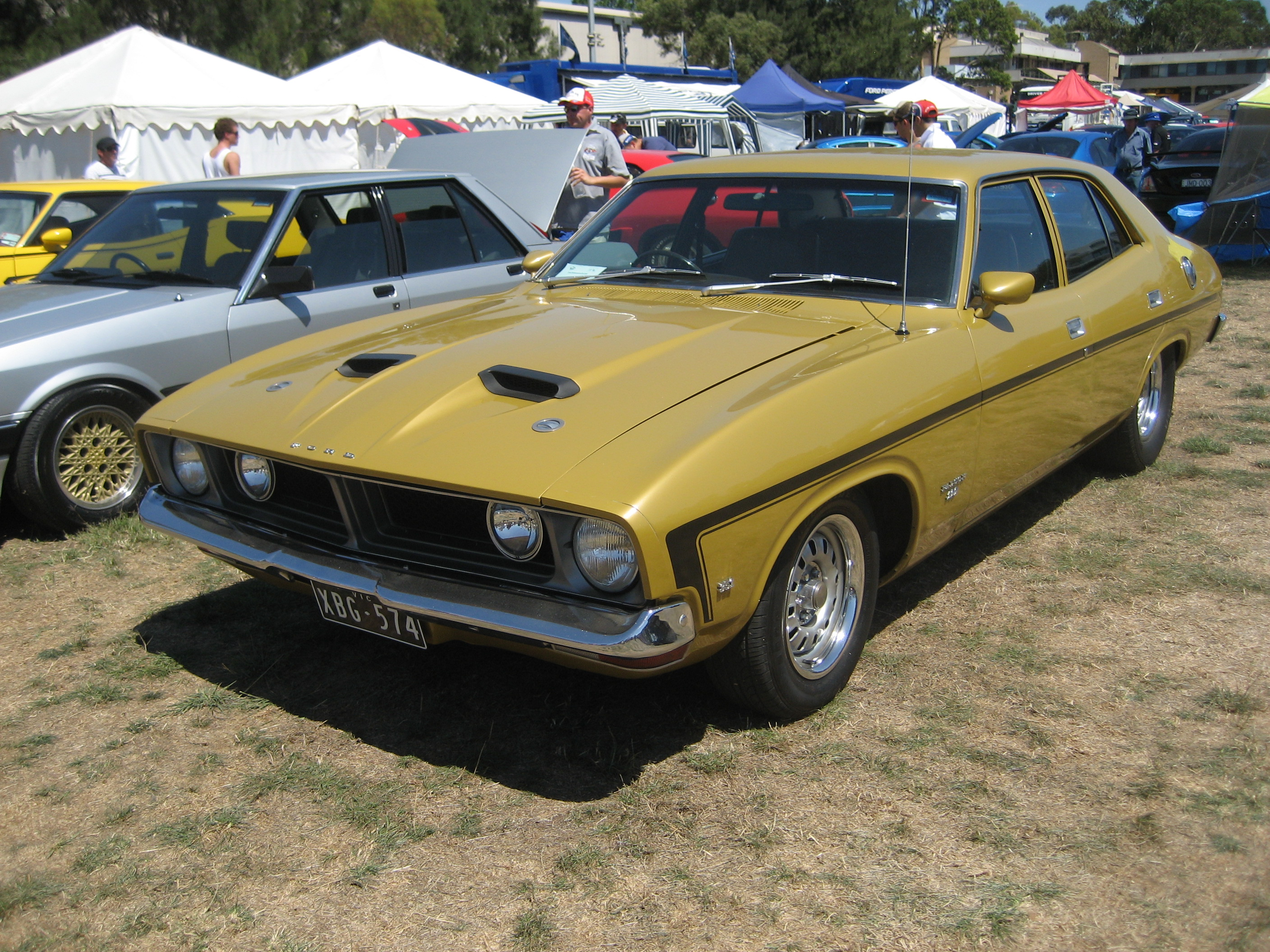
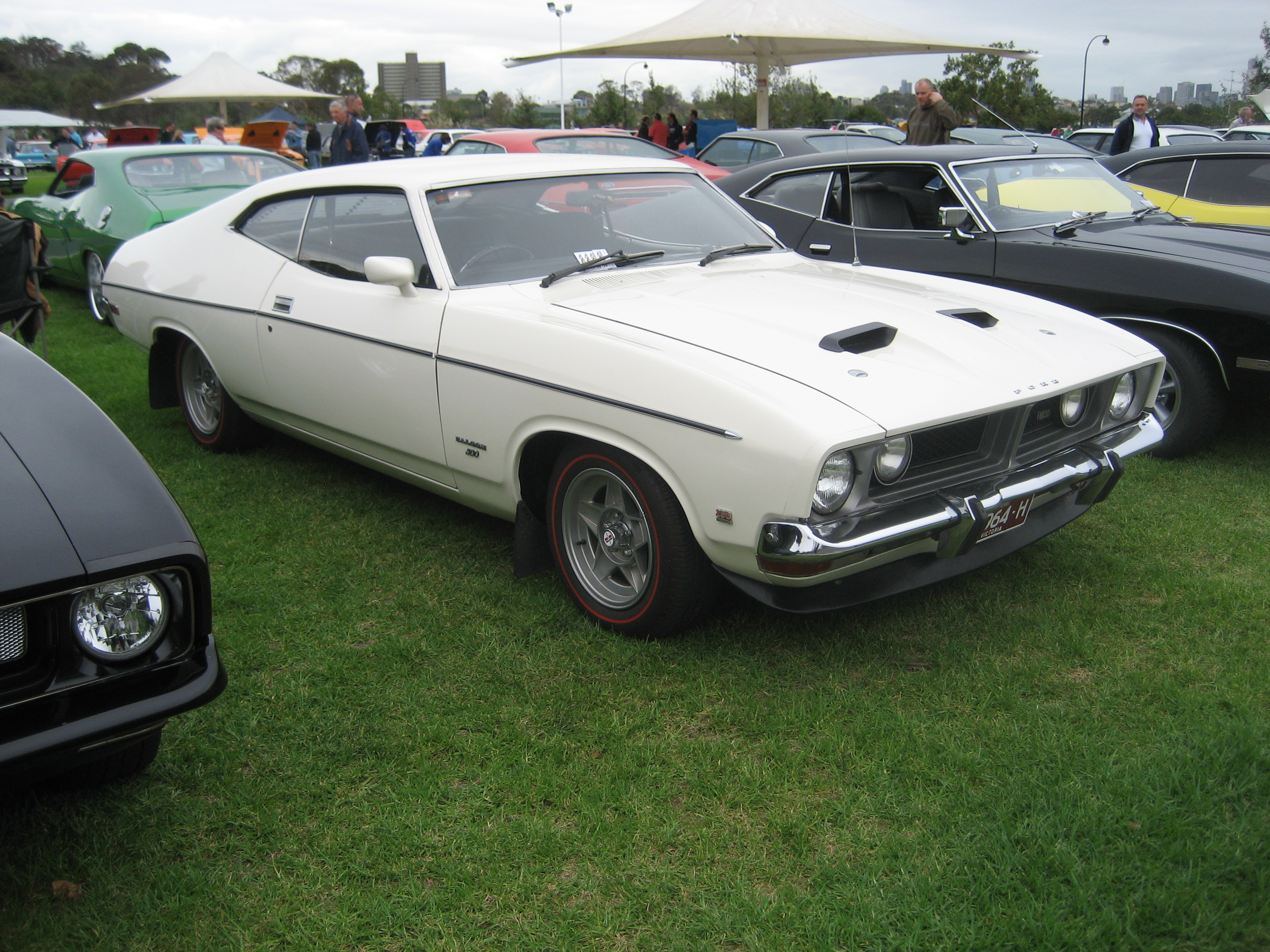
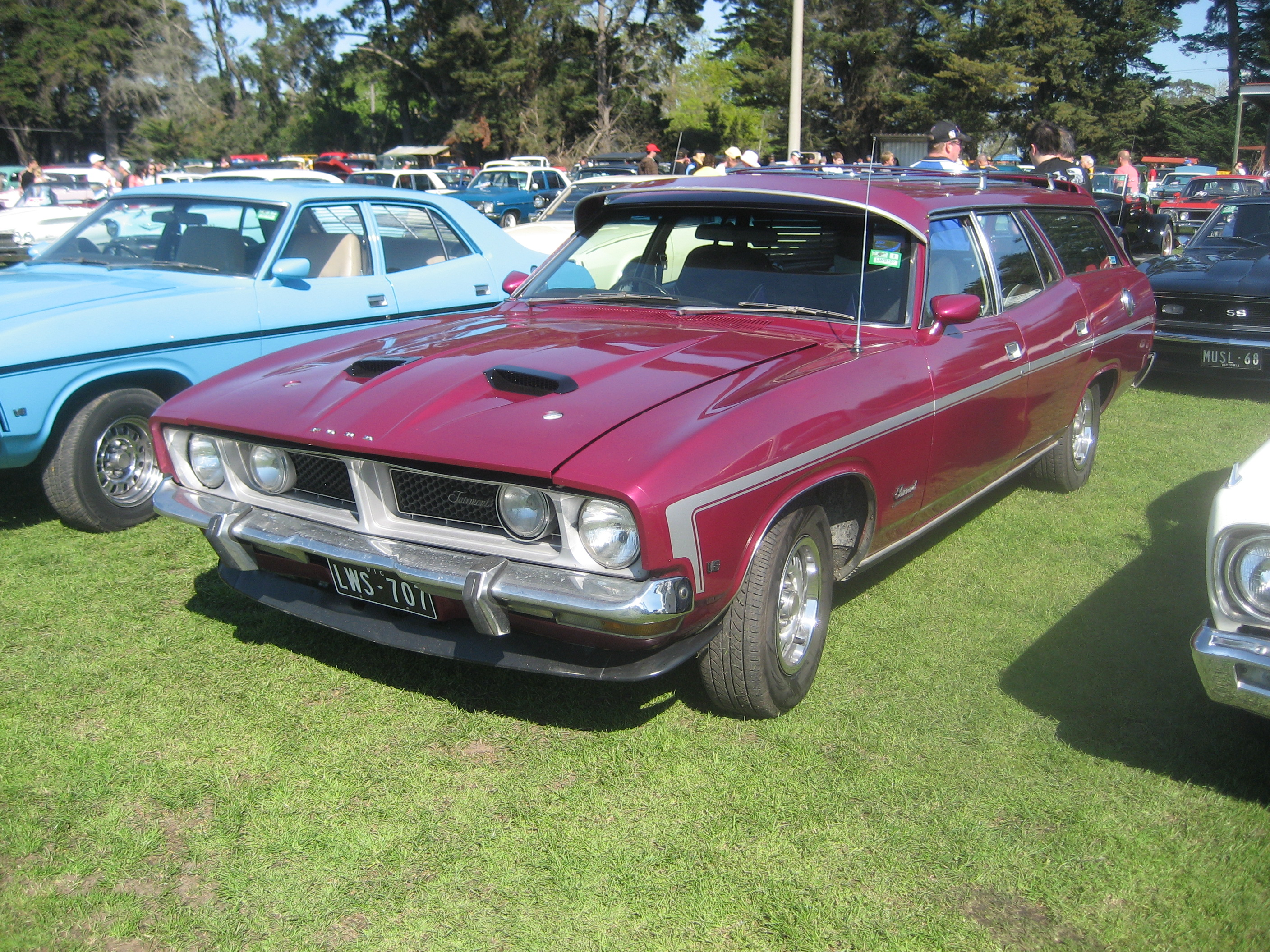
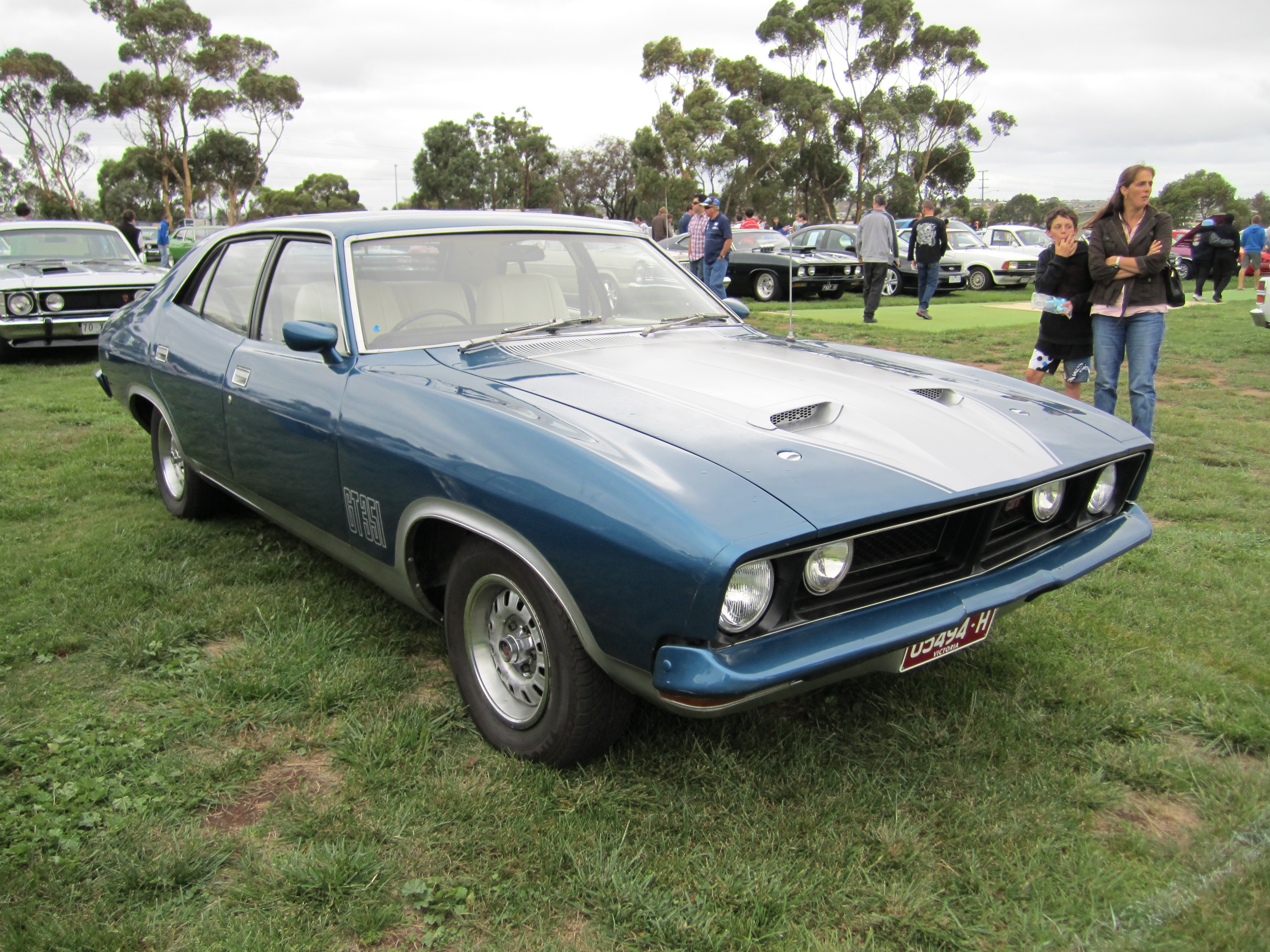
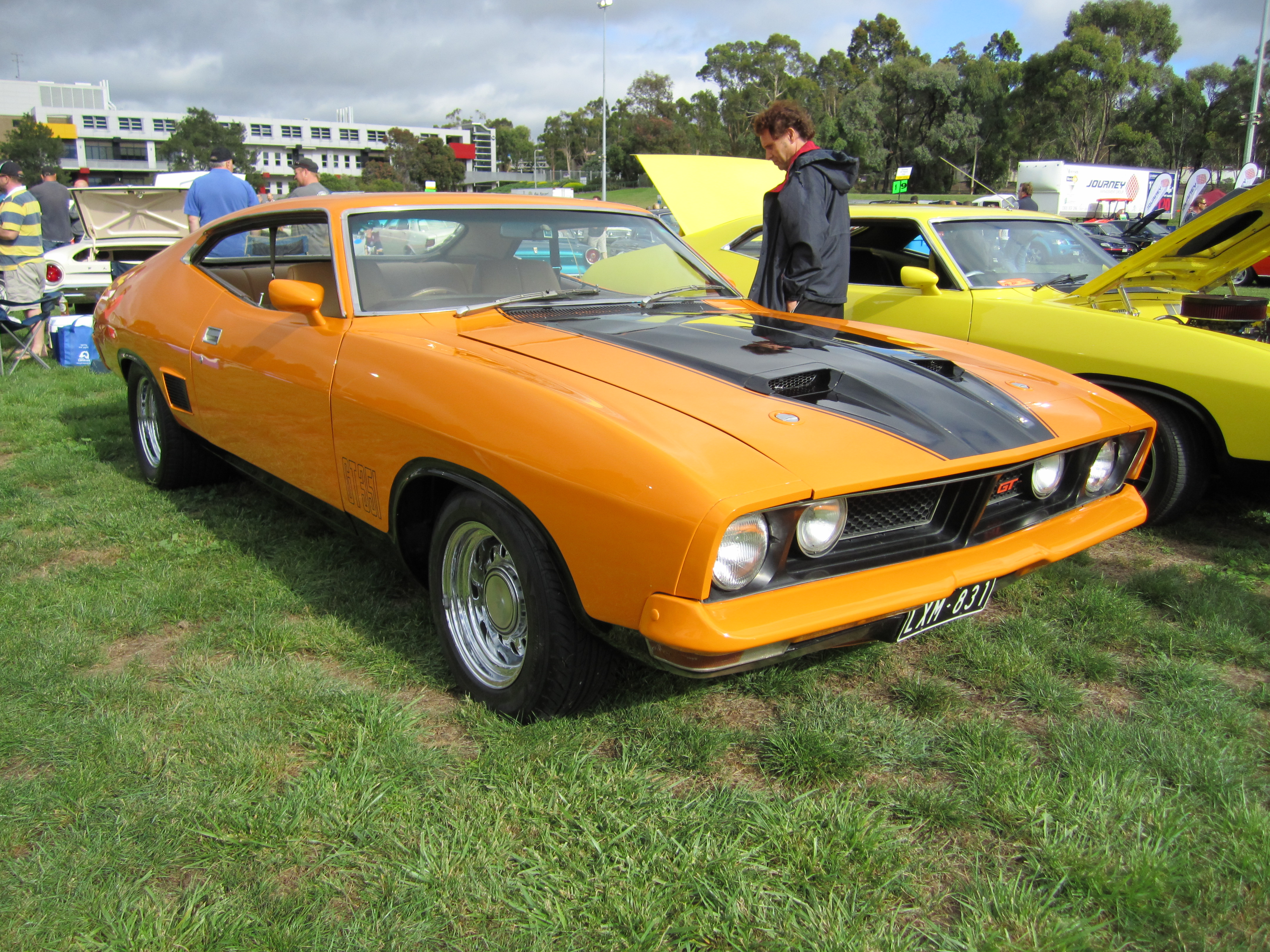
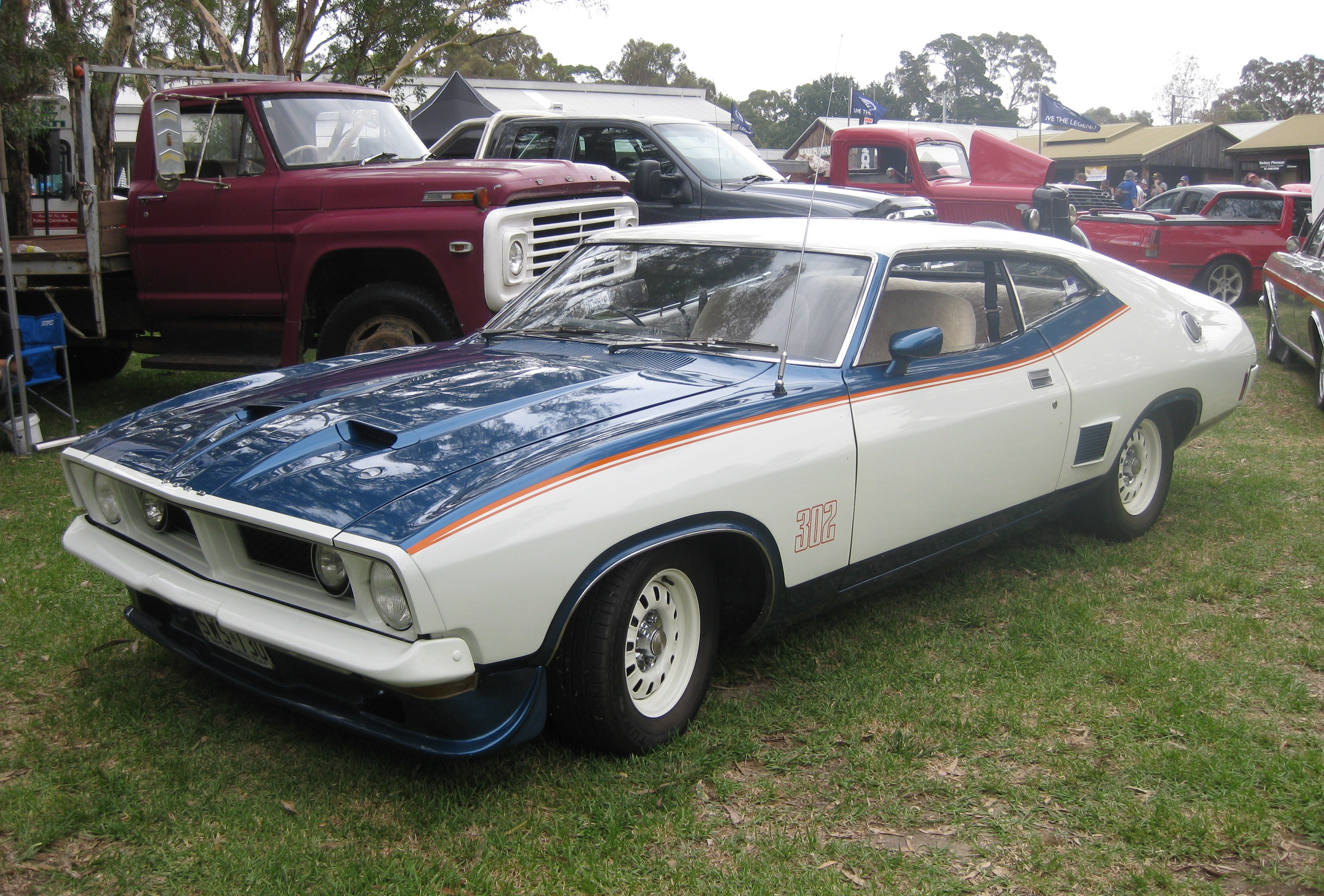